# Katrina Miller
Katrina Miller, née le 15 septembre 1975, est une coureuse cycliste australienne. Spécialisée en VTT dans les disciplines de four cross et dual slalom, elle a remporté trois coupes du monde (dual slalom en 1998 et 1999 et four cross en 2003), et a été trois fois médaillée d'argent en championnats du monde (en dual slalom en 2001 et en four cross en 2002 et 2005).

## Palmarès

### Four cross
| Année                               | 2002   | 2003    | 2004 | 2005 | 2006   |
| Championnat du monde                | 2e     |         |      | 2e   |        |
| Coupe du monde (manches remportées) | 3e (0) | 1re (3) | (1)  |      | 2e (1) |

### Dual slalom
| Année                               | 1998    | 1999    | 2000   | 2001   |
| Championnat du monde                |         |         |        | 2e     |
| Coupe du monde (manches remportées) | 1re (6) | 1re (7) | 6e (0) | 2e (2) |

### Descente
- Championne d'Australie de descente : 1996 et 1998